# Антоновка (Брянский район)
Анто́новка — деревня в Брянском районе Брянской области, в составе Супоневского сельского поселения. Расположена в 2,5 км от юго-западной границы г. Брянска, к северу от шоссе М13 Брянск—Гомель. Население — 1090 человек (2010).

## История
По археологическим данным, ещё в IX—XIII вв. здесь существовала боярская или княжеская усадьба. Поселение возобновилось предположительно в XVI веке (впервые упоминается в 1623, также называлось Антоново, Онтоново). До секуляризации (1764) Антоновка являлась вотчиной Брянского Покровского собора; позднее — «экономическое» селение. Состояла в приходе села Супонева.
В XVII—XVIII вв. входила в состав Подгородного стана Брянского уезда; с 1861 по 1924 — в Супоневской волости Брянского (с 1921 — Бежицкого) уезда. В 1899 году была открыта церковно-приходская школа.
В 1924—1929 гг. — в Бежицкой волости; с 1929 года в Брянском районе. До 1930-х гг. — центр Антоновского сельсовета, затем до 1959 года в Толмачевском сельсовете, позднее в Супоневском.